# Catarina Ykens (1659)
Catarina Ykens (getauft am 24. Februar 1659 in Antwerpen; gestorben nach 1737, vermutlich 1756) war eine flämische Malerin von Stillleben.

## Leben und Werk

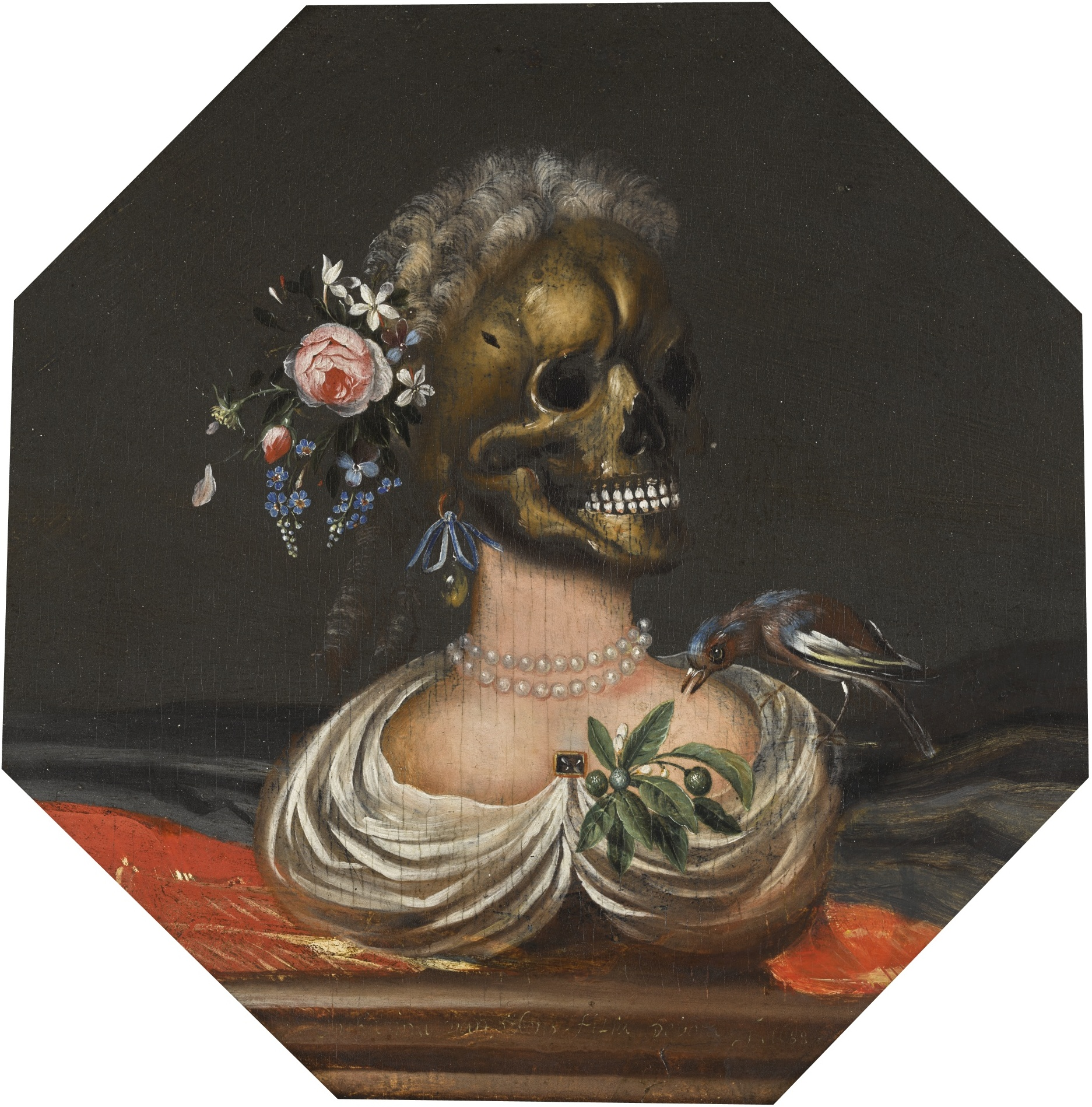
Vanitasbüste einer Dame mit Blumenkranz auf einem Sims

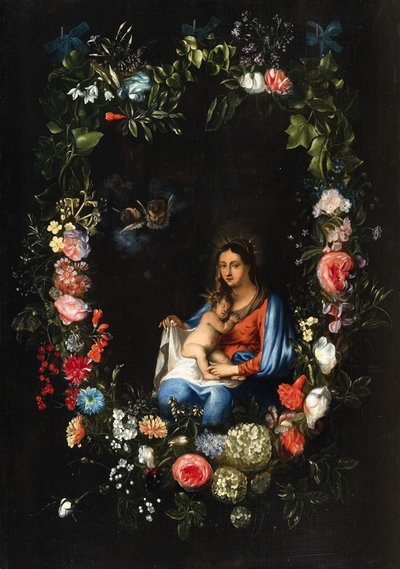
Jungfrau mit Kind

Catarina Ykens wurde am 24. Februar 1659 in Antwerpen getauft. Sie war die Tochter des Malers und Holzbildhauers Johannes Ykens (1613–nach 1680) und seiner zweiten Frau Barbara Brekevelt. Ihr Bruder war der Maler Peter Ykens (1649–1695). Ausgebildet wurde sie von ihrem Vater, ihrem Onkel Frans Ykens und seiner Frau Catarina Ykens. Die Zuschreibungen der Werke der zwei Catarinas ist nicht immer eindeutig. Im Geschäftsjahr 1687/88 wird sie in der Antwerpener Lukasgilde als Malerin und "wijnmeesteres", d. h. Tochter eines Gildemitgliedes, eingeschrieben. In einer eigenhändigen Bild-Sign. bezeichnet sie sich selbst als „filia devota“ (gottesfürchtige Tochter), was möglicherweise darauf hindeutet, dass sie die Gelübde als Geweihte Jungfrau abgelegt hat.
Es ist nicht bekannt, wann sie starb. Ein Gemälde Geburt Christi in Aix-en-Provence ist signiert und mit dem Jahr 1737 datiert. Dies ist das letzte ihr zugeschriebene Werk.